# Flipmode Squad
Flipmode Squad fue una crew de producción y familia musical, fundada por el rapero Busta Rhymes, y formada por él mismo, Rah Digga, Rampage, Lord Have Mercy, Spliff Star y Baby Cham. Debutaron en 1998 con The Imperial Album, y Rampage y Rah Digga comenzaron sus carreras en solitario. Lord Have Mercy abandonó Flipmode Squad por el mismo motivo en 2000.
Lord Have Mercy colaboró con M.O.P. en el tema "Home Sweet Home", de su álbum Warriorz, en el año 2000.
El fundador de la crew, Busta Rhymes, ha firmado por el sello de Dr. Dre, Aftermath, recientemente. Rah Digga y Spliff Star han aparecido con él en el video del remix de la canción "Touch It".
Chauncey Black de BLACKstreet, un nuevo artista llamado Labba, de Brooklyn, y M.Dollaz son los nuevos miembros del grupo.
La sensación del underground, Papoose, ha firmado recientemente con Flipmode Records, y se producirá su debut en solitario pronto.

## Discografía

### Álbumes
- 1998: The Imperial
- TBD: Rulership Movement

### Mixtapes
- 2002: Arsenal For The Streets pt. 1
- 2003: Arsenal For The Streets pt. 2 (The Full Court Press)
- 2007: The Facelift pt. 1
- 2007: The Full Course Meal
- 2009: The Pre Rulership (TBD)
- 2010: The Gift

### Sencillos
- 1998: "Everybody on the Line Outside"
- 1998: "Run For Cover" (Promo)
- 1998: "Cha Cha Cha"
- 1999: "Rastaman Chant" Bob Marley (featuring Flipmode Squad) (from the album "Chant Down Babylon")
- 2002: "Here We Go"
- 2002: "Just Chill"

- Datos: Q3073768